# Leopold Szerauc
Leopold Szerauc nazwisko rodowe Scherautz (ur. 18 czerwca 1887, zm. 23 kwietnia 1943 w Korzeniowie, pow. Dębica) – inżynier, piłkarz i lekkoatleta. 

## Życiorys
Urodził się 18 czerwca 1887 jako syn Edwarda. Ukończył szkoły inżynierii wiertniczej. Wyjechał na Kaukaz, gdzie poznał swoją przyszłą żonę. Po powrocie do Polski pracował w przemyśle naftowym, w firmach zagranicznych, a później we własnym zakresie w okolicach Bolesławia, Jasła i Krosna. W latach 30. pracował w Państwowej Fabryce Olejów Mineralnych „Polmin" w Drohobyczu. Razem z inż. Mieczysławem Mrazkiem (1893–1977) skonstruowali i zbudowali żurawie wiertnicze przewoźne cięższego typu SM-2.
Był członkiem Wydziału Krajowego Towarzystwa Naftowego.
Od 1917 był żonaty z Wandą z Urbanowiczów (1896–1973), z którą miał dwóch synów: Edwarda i Jerzego (1922–1982). Na przełomie 1936/1937 z żoną kupili majątek Korzeniów.
Pochowany przy kapliczce na cmentarzu historycznym w Korzeniowie.

## Kariera sportowa
W młodości był wszechstronnym sportowcem, tj. piłkarzem i lekkoatletą reprezentującym klub Czarni Lwów, chodziarzem, biegaczem przełajowym i przeszkodowym oraz tyczkarzem.
4 października 1907 we Lwowie ukończył chód na 50 kilometrów z czasem 5:53:18,0. 12 grudnia 1921 Polski Związek Lekkiej Atletyki zatwierdził ten rezultat jako pierwszy rekord Polski w tej konkurencji.
4 czerwca 1908 wziął udział w chodzie na 70 kilometrów (ze Stryja do Lwowa). Zajął 2. miejsce z czasem 9:26:00 (zwyciężył Tadeusz Kuchar z wynikiem 9:01:30).

## Ordery i odznaczenia
- Złoty Krzyż Zasługi (11 listopada 1937)[11]